# Chela (animal)
Chela es un género de peces de la familia Cyprinidae y de la orden de los Cypriniformes. 

## Especies
- Chela cachius (F. Hamilton, 1822)
- Chela caeruleostigmata (Smith, 1931)
- Chela dadiburjori (Menon, 1952)
- Chela fasciata (Silas, 1958)
- Chela laubuca (Hamilton, 1822)
- Chela maassi (Weber & de Beaufort, 1912)

- Datos: Q860438
- Multimedia: Chela / Q860438
- Especies: Chela